# Oficina del Alto Comisionado de las Naciones Unidas para los Derechos Humanos
La Oficina del Alto Comisionado de las Naciones Unidas para los Derechos Humanos (ACNUDH) es un organismo especializado del sistema de Naciones Unidas que tiene como objetivo promover y proteger los derechos humanos en el mundo.
El alto comisionado es el máximo funcionario de Naciones Unidas responsable de los derechos humanos, tiene rango de secretario general adjunto y responde al secretario general de las Naciones Unidas. El cargo se creó por la Declaración y Programa de Acción de Viena en 1993.
La sede de la ODACDH está en el Palacio Wilson de Ginebra, Suiza (aunque también cuenta con una oficina en la sede de Naciones Unidas en Nueva York). Adicionalmente, cuenta con oficinas regionales en Addis Abeba, Pretoria, Dakar, Ciudad de Panamá, Santiago de Chile, Bruselas, Biskek, Bangkok, Suva y Beirut.

## Funciones del Alto Comisionado
- Dirigir el movimiento internacional de Derechos Humanos desempeñando la función de autoridad moral y portavoz de las víctimas.
- Hacer declaraciones y llamamientos públicos cuando se desatan crisis de Derechos Humanos y viaja constantemente para abrir el mensaje de los Derechos Humanos en todo el mundo.
- Promover la educación en materia de Derechos Humanos e intentar estimular la prevención en asuntos tales como el tráfico de personas, el VIH y la biotecnología.
- Integrar conceptos y normas de Derechos Humanos en todos los ámbitos de la ONU.
- Prestar servicios de apoyo al Consejo de Derechos Humanos y a su Comité Asesor en sus respectivas reuniones.[4]

## Lista de Altos Comisionados para los Derechos Humanos
| N°. | Alto/a Comisionado/a | Alto/a Comisionado/a          | País      | Inicio                   | Final                    |
| --- | -------------------- | ----------------------------- | --------- | ------------------------ | ------------------------ |
| 1°  |                      | José Ayala Lasso              | Ecuador   | 5 de abril de 1994       | 31 de marzo de 1997      |
| 2°  |                      | Mary Robinson                 | Irlanda   | 12 de septiembre de 1997 | 12 de septiembre de 2002 |
| 3°  |                      | Sergio Vieira de Mello        | Brasil    | 12 de septiembre de 2002 | † 19 de agosto de 2003   |
| –   |                      | Bertrand Ramcharan (interino) | Guyana    | 20 de agosto de 2003     | 1 de julio de 2004       |
| 4°  |                      | Louise Arbour                 | Canadá    | 1 de julio de 2004       | 31 de agosto de 2008     |
| 5°  |                      | Navanethem Pillay             | Sudáfrica | 1 de septiembre de 2008  | 31 de agosto de 2014     |
| 6°  |                      | Zeid Ra'ad Al Hussein         | Jordania  | 1 de septiembre de 2014  | 31 de agosto de 2018     |
| 7°  |                      | Michelle Bachelet             | Chile     | 1 de septiembre de 2018  | 31 de agosto de 2022     |
| 8°  |                      | Volker Türk                   | Austria   | 17 de octubre de 2022    | 31 de agosto de 2026     |